# 破鲁堡宁静寺
破鲁堡宁静寺，位于中华人民共和国山西省大同市新荣区破鲁堡乡破鲁堡村，已列为山西省文物保护单位。

## 保护
2016年6月6日，破鲁堡宁静寺由山西省人民政府公布为第六批山西省文物保护单位，编号6-51-3-8。